# アンドレイ・スミルノフ
アンドレイ・キリロヴィチ・スミルノフ（ロシア語: Андрей Кириллович Смирнов、1895年8月15日 - 1941年10月8日）は、ソ連の軍人。中将。独ソ戦初期に戦死した。

## 経歴
ペテルブルク出身。ウラジーミル軍事学校を卒業し、中隊長、陸軍少尉として第一次世界大戦に従軍。
1918年から赤軍に入隊。ロシア内戦時、大隊、連隊、旅団を指揮し、白軍及びポーランド軍と戦う。1922年、高等学術課程を修了し、連隊長、第10狙撃師団長補佐を務める。1927年から共産党員。1927年、M.V.フルンゼ名称軍事アカデミーを卒業し、労農赤軍本部の課長となる。1929年11月、第4トルキスタン師団長、1930年2月、第12狙撃師団長、1936年6月、第39狙撃軍団長、1937年7月、特別赤旗極東軍沿海軍集団副司令官。1938年12月、高等指揮要員完全化課程長、1939年9月、軍事教育施設局長、後に赤軍歩兵総監。1940年12月、ハリコフ軍管区司令官。
独ソ戦時、南部戦線の第18軍司令官となり、西ウクライナ、モルダビア、ドニエプル川及びドンバスの防衛に参加した。1941年10月8日、ポポフカ村（現ザポロージェ州クイブイシェフスキー地区スミルノフ村）付近で戦死。

## パーソナル
レーニン勲章2個、赤旗勲章2個、1等祖国戦争勲章（死後）、「労農赤軍20周年」メダルを受章。